# 東坑灣
東坑灣是中國廈門市翔安區的一個海灣，面積30.45平方公里，1964年9月至1966年4月灣口建東坑灣海堤，圍墾為耕地和魚塘。